# Вилхелм II фон Изенбург-Браунсберг-Вид
Вилхелм II (III) фон Изенбург-Браунсберг-Вид (на немски: Wilhelm II (III) von Isenburg-Braunsberg-Wied; * ок. 1411; † 22/23 октомври 1462) е граф на Изенбург-Браунсберг и Вид, господар на господствата Браунсберг и Дирдорф и на част от замък и господство Изенбург.

## Биография
Той е най-големият син на граф Герлах фон Изенбург-Браунсберг-Вид († 1413) и съпругата му Агнес фон Изенбург-Бюдинген († 1402/1404), дъщеря на Йохан I фон Изенбург-Бюдинген († 1395) и София фон Вертхайм († 1389). Внук е на граф Вилхелм фон Изенбург-Вид († 1383) и третата му съпруга Лиза фон Изенбург-Аренфелс († 1403). Брат е на Йохан II фон Изенбург-Браунсберг († 1454) и чичо на Анастасия фон Изенбург-Браунсберг-Вид († 1460), наследничка, омъжена през 1427 г. за Дитрих IV фон Рункел († 1462).
През 1454 г. бездетният Вилхелм II подарява графството Вид, господствата Браунсберг и Дирдорф и частта си от замък и Господство Изенбург на внукът си, най-големият син на племенницата и наследничката му Анастасия, Фридрих IV фон Вид, по случай сватбата му с Агнес фон Вирнебург.
Вилхелм умира на 22 октомври 1462 г. и е погребан в абатство Ромерсдорф, днес в Нойвид.

## Фамилия
Първи брак: с Маргарета фон Мьорс. Бракът е бездетен.
Втори брак: на 10 април 1402 г. с Филипа фон Лоон-Хайнсберг († 14 януари 1464), дъщеря на граф Йохан II фон Юлих-Хайнсберг, господар на Юлих, Хайнсберг-Ловенберг-Милен († 1438) и Маргарета фон Генеп († 1419). Бракът е бездетен.
Трети брак: с неизвестна жена и има две деца:
- Вилхелм († сл. 1407)
- Грета († сл. 1407)